# 코발레다

코발레다(Covaleda)는 스페인 카스티야이레온주 소리아도에 위치한 스페인의 무니시피오이다. 2004년 인구 조사(스페인 통계청)에 따르면 이 지방 자치체의 인구 수는 총 1,924명이다.